# Arkadiusz Stasiak
Arkadiusz Michał Stasiak – polski historyk, doktor habilitowany, nauczyciel akademicki, związany z Katolickim Uniwersytetem Lubelskim, badacz dziejów nowożytnych.

## Życiorys
Absolwent Studium Generale Sandomiriense, Uniwersytetu Marii Curie-Skłodowskiej Katolickiego Uniwersytetu Lubelskiego. Habilitacja w 2013 na KUL. Pracownik Katedry Historii XVI-XVIII wieku w Instytucie Historii Katolickiego Uniwersytetu Lubelskiego Jana Pawła II. Jest prodziekanem Wydziału Nauk Humanistycznych Katolickiego Uniwersytetu Lubelskiego Jana Pawła II. Jest też kierownikiem Pracowni Turystyki Kulturowej i Edukacji Historycznej w Instytucie Historii Katolickiego Uniwersytetu Lubelskiego Jana Pawła II. Zajmuje się historią kultury szlacheckiej, historią polskiej myśli politycznej, filozofią polityczną nowożytnej Europy, teorią władzy. Jest członkiem: Towarzystwa Naukowego Sandomierskiego, Towarzystwo im. Stanisława Młodożeńca, Towarzystwo Naukowe KUL,  Towarzystwa Instytutu Europy Środkowo-Wschodniej.

## Wybrane publikacje
- Ideał monarchy w pismach Marcina Kromera, Olsztyn: Warmińska Kuria Metropolitalna 2003.
- Patriotyzm w myśli konfederatów barskich, Lublin: Towarzystwo Naukowe Katolickiego Uniwersytetu Lubelskiego 2005.
- (redakcja) Stanislaw Młodożeniec, Koniec cywilizacji papieru: wybór publicystyki z lat 1933-1939, zebr., wstępem i przypisami opatrzył Arkadiusz Michał Stasiak, Sandomierz - Dobrocice: Towarzystwo im. Stanisława Młodożeńca 2008.
- Teoria władzy monarszej czasów stanisławowskich: studium idei, Lublin : Wydawnictwo KUL 2013.
- Miejskość i szlacheckość: kontrfaktyczna interpretacja nowożytnej historii Lublina, Lublin: Wydawnictwo Werset 2012.
- (współautorzy: Michał Czornak, Dariusz Wajs), Podróże kulturowe, Lublin: Wydawnictwo Werset 2015.